# NGC 2939
NGC 2939 (другие обозначения — UGC 5134, MCG 2-25-11, ZWG 63.22, IRAS09354+0945, PGC 27451) — спиральная галактика (Sbc) в созвездии Льва на расстоянии 144 млн световых лет. Открыта Уильямом Гершелем в 1784 году. Её диаметр составляет 105 тыс. световых лет.
Этот объект входит в число перечисленных в оригинальной редакции «Нового общего каталога».
Галактика NGC 2939 входит в состав группы галактик NGC 2911. Помимо NGC 2939 в группу также входят NGC 2911, NGC 2913, NGC 2914, PGC 27167, MGC 2-25-22 и UGC 5216.

## Сверхновые
В галактике в 2009 и 2011 годах произошли вспышки двух сверхновых. Одна из них типа IIP, получила обозначение SN 2009ao, её пиковая видимая звёздная величина составила 16,3m. Вторая, обозначенная как SN 2011cf, имела тип
II, её пиковая видимая звёздная величина составила 18,2m.

## Внешний вид
Галактика сильно наклонена к картинной плоскости, имеет удлинённое ядро и пыльные зернистые спиральные рукава. К востоку от ядра на фоне галактики видна тусклая звезда поля или, возможно, конденсация в само́й галактике.

## Любительские наблюдения
В любительский телескоп со средним увеличением NGC 2939 выглядит как умеренно тусклая, вытянутая с юго-юго-востока на северо-северо-запад полоска. Её яркая часть — центральные две трети вдоль большой оси. Края весьма диффузные. Почти точно на севере в 5,75′ находится галактика NGC 2940, которую, однако, разглядеть более трудно; она расположена значительно дальше и не является физическим компаньоном NGC 2939.